# Platysenta paupera
Platysenta paupera là một loài bướm đêm trong họ Noctuidae.